# Colletes pallescens
Colletes pallescens är en biart som beskrevs av Noskiewicz 1936. Colletes pallescens ingår i släktet sidenbin, och familjen korttungebin. Inga underarter finns listade i Catalogue of Life.